# A Racing Romeo
A Racing Romeo is een Amerikaanse dramafilm uit 1927 onder regie van Sam Wood.

## Verhaal
Als Red Walden een autowedstrijd verliest, raden zijn tante Hattie en haar nichtje Sally hem aan om meer tijd de besteden aan zijn garage. Zes maanden laten bereiden Red en Sally hun bruiloft voor. Sally breekt een spiegel en is bang dat ze zeven jaar pech zal hebben. Als Red en tante Hattie een autoritje maken, krijgen ze een ongeluk.

## Rolverdeling
| Acteur            | Personage     |
| ----------------- | ------------- |
| Red Grange        | Red Walden    |
| Jobyna Ralston    | Sally         |
| Trixie Friganza   | Tante Hattie  |
| Walter Hiers      | Sparks        |
| Ben Hendricks jr. | Rube Oldham   |
| Warren Rogers     | Silas         |
| Ashton Dearholt   | Filmregisseur |
| Marjorie Zier     | Actrice       |